# Luis Terrazas
José Luis Gonzaga Jesús Daniel Terrazas Fuentes (Chihuahua, Chihuahua, 20 de julio de 1829 - ibíd. 15 de junio de 1923) fue un destacado político, militar y empresario mexicano. Participó en la guerra de Reforma y en la Intervención Francesa, y fue gobernador del estado de Chihuahua en varias ocasiones, y se convirtió en uno de los más grandes terratenientes del país; sobrevivió a la etapa de la Revolución Mexicana falleciendo tres años después de haber concluido.

## Inicios
Nació en la ciudad de Chihuahua el 20 de julio de 1829. Hijo de Juan José Terrazas Chacón y de María Petra Fuentes Varela, siendo el sexto de un total de 14 hijos. Perdió a su padre a causa del cólera, y a los 21 años se convierte en el jefe de familia, ya que su hermano mayor, José Francisco, había muerto de pequeño. Además de su madre, contaba con 10 hermanas y dos hermanos. Las nuevas responsabilidades las enfrentaría con una herencia modesta y una formación familiar tradicional. Siendo soltero tuvo una hija a la cual nombró Guadalupe. En 1852, a la edad de 22 años, ocupó su primer puesto público como guardia fiscal de la Administración General de Rentas. Ese mismo año se casó con Carolina Cuilty Bustamante, descendiente de Gabino Cuilty, un irlandés nacido en Cuba, propietario de una hacienda al noroeste de la ciudad de Chihuahua. El año siguiente resultó elegido regidor del municipio de Chihuahua para el bienio 1854-1855.

## Familia y descendencia
Luis y Carolina tuvieron 13 hijos; Juan Terrazas Cuilty, Alberto Terrazas Cuilty y Rafael Terrazas fueron empresarios destacados, Luis Terrazas Cuilty y Federico Terrazas Cuilty trabajaron en los negocios familiares. Posteriormente se sumaron al clan 2 yernos, Enrique Creel y Federico Sisniega, que fueron importantes empresarios. Por la vía del matrimonio, la familia tejió alianzas con capitales locales: Juan Terrazas Cuilty casó con María Luján, Federico Terrazas Cuilty con Genoveva Falomir primero y después con su sobrina Margarita Muñoz, y Elena Terrazas Cuilty con Rafael Horcasitas. En 1878 Guillermo Terrazas Cuilty, uno de los hijos, falleció en plena adolescencia; aparentemente en un suicidio.
La mayoría de las muchas empresas que fundaron eran controladas accionarialmente por la familia. Se estima que en los primeros años del siglo XX sus empresas ocupaban a más de 10 mil personas. Los numerosos miembros del clan tuvieron el respaldo del patriarca en su ascenso por el mundo de la política: Enrique Creel subió desde el modesto puesto de regidor hasta llegar a ministro de Relaciones Exteriores; Alberto fue gobernador y Juan diputado. Otros de ellos ocuparon, además, curules en el Congreso y hasta el día de hoy algunos de sus descendientes se mantienen en cargos públicos clave en la política mexicana. Simplemente en las elecciones presidenciales del 2006 un descendiente del clan, Santiago Creel, contendió, en el interior del Partido Acción Nacional, por la candidatura a la presidencia de la república, la cual perdió ante Felipe Calderón. Santiago Creel era incluso el candidato preferido del presidente Vicente Fox.

### Hijos
Luis Terrazas Fuentes contrajo matrimonio el 30 de enero de 1852 con Carolina Cuilty Bustamante y tuvieron los siguientes hijos:
- Adela Terrazas Cuilty (1852-1923) casada el 2 de diciembre de 1875 con Jesús Muñoz Arregui, hermano de los gobernadores chihuahuenses José Eligio Muñoz y Laureano Muñoz Arregui.
- Luisa Terrazas Cuilty (1853-1902) casada el 21 de abril de 1873 con Vicente Guerrero Marcena.
- Juan Terrazas Cuilty (1855-1925) casado el 11 de septiembre de 1882 con María Guadalupe Luján Zuloaga.
- Carolina Terrazas Cuilty (1856-1944) fallecida en la infancia.
- Carlota Terrazas Cuilty (1858-1937) casada con Miguel Márquez Navarrete.
- Angela Terrazas Cuilty (1859-1923) casada el 12 de noviembre de 1880 con Enrique Creel Cuilty, su primo hermano, futuro Gobernador de Chihuahua y Secretario de Relaciones Exteriores.
- Luis Terrazas Cuilty (1860-1917) casado el 8 de febrero de 1885 con María Teresa Bobadilla Armendáriz.
- Elena Terrazas Cuilty (1862-1955) casada el 21 de febrero de 1882 con Rafael Horcasitas Iberri.
- Guillermo Terrazas Cuilty (1864-1878) fallecido a los 14 años de edad, se rumoró que debido a un suicidio.
- Federico Terrazas Cuilty (1866-1899) casado primero con Genoveva Falomir Caballero y en 1901 con su sobrina, Margarita Muñoz Terrazas, hija de su hermana mayor Adela Terrazas Cuilty.
- Elisa Terrazas Cuilty (1867-1928) casada el 17 de noviembre de 1884 con Bernardo Urueta Siqueiros.
- Alberto Terrazas Cuilty (1869-1926) casado en 1904 con su sobrina, Emilia Creel Terrazas, hija de su hermana Ángela Terrazas Cuilty y de Enrique C. Creel.
- Celestina Terrazas Cuilty (1872-1933) casada con Juan Eugenio Laguette Ferrier.
- Amada Terrazas Cuilty (1873-1946) casada con Federico Sisniega.

## Carrera política y militar
En 1859 Luis Terrazas participó en 2 contiendas electorales: para síndico del Ayuntamiento y para diputado. Los resultados para diputado no lo favorecieron, pero antes de terminar su periodo de síndico lo llamó el gobernador para que se hiciera cargo de la jefatura política del distrito al que estaba inscrito el municipio de Chihuahua. La jefatura política fue también el comienzo de su carrera militar y su verdadera plataforma de ascenso.
El 27 de agosto de 1860, Terrazas enfrenta a las fuerzas conservadoras y triunfa en la Batalla de La Labor, cerca de la capital. De acuerdo con una ley, según la cual el jefe militar que ganase una capital en manos de los conservadores habría de ser nombrado gobernador, el Congreso elige a Terrazas el 10 de septiembre de 1860.
Como gobernador aplicó en Chihuahua las Leyes de Reforma: la gratuidad de la educación pública y la justicia, el establecimiento del Registro Civil, la secularización de los cementerios, la creación de juzgados civiles, la regulación de las obvenciones parroquiales y, la medida más trascendente del nuevo Estado liberal, la desamortización de los bienes eclesiásticos.
Durante la invasión francesa de 1862 emprende la organización de Juntas Patrióticas en cada cantón. En 1863, Terrazas enfrenta una tormenta política. Ignacio Orozco le acusa de ser desleal a la República. El presidente Benito Juárez destituye a Terrazas y designa como gobernador provisional a Jesús José Casavantes. Para detener su destitución, Terrazas recurre al apoyo popular: solidifica su relación con el Congreso, que lo ratifica en el puesto, e inicia contactos para que los jefes políticos le externen su respaldo. Entonces Juárez envía a Chihuahua a José María Patoni, gobernador de Durango, para que controle la situación y dé posesión al nuevo gobernador. Patoni escribe a Juárez que los conflictos de política interior eran la causa de las denuncias contra el gobernador. La relación entre Benito Juárez y Luis Terrazas mejora considerablemente durante la estancia del presidente en Chihuahua.
Juárez convoca a elecciones para gobernador en abril de 1865 para normalizar la situación política, y permite que el gobernador destituido sea candidato una vez más. Terrazas resulta elegido por mayoría, pero no llega a tomar posesión por la situación de emergencia que se vivía. El 13 de octubre la ciudad de Chihuahua es ocupada por los franceses a cargo del general Brincourt; Luis Terrazas sale para Villa Aldama. En noviembre Luis se encontraba en Paso del Norte con el presidente Juárez y el grupo político que lo apoyaba, preparando el rescate de la capital. En diciembre, Juárez nombra a Terrazas como general de Brigada y jefe de todas las tropas republicanas que operaban en el estado. El 1 de marzo de 1866 el general se dirige con un contingente hacia el pueblo de El Carrizal. Para el 16 de marzo ya se encuentra en Aldama, desde donde organiza 3 columnas de ataque y 3 de reserva. La batalla decisiva se realiza el 2 de marzo. El coronel Joaquín Terrazas logra tomar el Cerro Grande; Luis Terrazas, en uno de sus primeros avances, ocupa la alameda de Santa Rita; los imperialistas deciden abandonar la plaza en forma clandestina; Luis captura parque en abundancia y toma algunos prisioneros. Con esta importante batalla se logra la pacificación del estado, gracias a lo cual Juárez puede volver a la ciudad de Chihuahua.
Cuando Porfirio Díaz asciende al poder presidencial es erigido como gobernador de Chihuahua Ángel Trías hijo el cual dura poco en el puesto porque en 1879 se enfrenta a una rebelión local. Los alzados nombran en su lugar a Luis Terrazas quien asume la gubernatura interina y organiza nuevas elecciones locales, que gana él, para el cuatrienio que terminaría en 1884 el cual se alarga 4 años más. Terrazas reconoce la autoridad del nuevo presidente y futuro dictador, sin embargo el levantamiento marca la relación entre Luis y Porfirio. A partir de entonces, Díaz percibe a Terrazas como un opositor peligroso.
En 1884 Díaz envía a uno de sus más cercanos colaboradores a gobernar Chihuahua: el general Carlos Pacheco que habría de convertirse en el procónsul en el estado; gobierna a través de diversos sustitutos, que nombraba con la anuencia del Legislativo local. El general Díaz no pretendía aniquilar a Terrazas, sino establecerle un contrapeso.
En 1886 el terracismo se convirtió en oposición pero ese mismo año Díaz hace senador a Terrazas. Durante la gubernatura de Lauro Carrillo, Porfirio Díaz emprende una serie de acciones para desarticular la influencia política de Luis en el estado; algunas de ellas procuran erosionar su poder económico favoreciendo a otros grupos económicos locales. No obstante, en marzo de 1892, los terracistas empiezan a trabajar la reelección del Héroe del Dos de Abril la cual pierde ante Miguel Ahumada: quien inicia la reconciliación de los diversos grupos, limando asperezas y dando civilidad a la vida política. El primer acercamiento entre los generales Díaz y Terrazas se debió a su labor mediadora. En 1896 Miguel Ahumada encabeza el club porfirista para promover la reelección de Díaz; en este club aparece Terrazas como vicepresidente. Para la siguiente reelección de Díaz, Terrazas es ya presidente del club reeleccionista.
En 1903, Terrazas empieza a recibir de la Ciudad de México muestras de apoyo para convertirse de nuevo en gobernador; por primera vez no busca la gubernatura, se la ofrecen. A esas alturas contaba ya con más de 70 años; en los negocios eran sus yernos e hijos quienes destacaban. La opinión pública no percibe la reconciliación entre Díaz y Terrazas. La solicitud de licencia de Terrazas a la gubernatura en 1904 y el nombramiento de Enrique Creel como gobernador interino se ve como un agravio. El deseo autonómico de los chihuahuenses se ve ahogado, ya que Creel era un hombre de las confianzas de Porfirio Díaz y su secretario de hacienda José Yves Limantour.

## Fortuna, negocios y latifundio
La fortuna de Luis Terrazas fue una de las más importantes durante el Porfiriato, gracias a su astucia, su oportunidad para invertir y su capacidad para asociarse y beneficiarse de la política. Formó parte de una generación de hombres fuertes que caracterizan al empresario norteño: adicto al trabajo, austero en su estilo de vida y emprendedor en los negocios.
Además de la ganadería, Terrazas tuvo un importante patrimonio urbano, ejerció el crédito, incursionó en la banca y estableció industrias en sociedad, primero con otros capitalistas locales, después con sus hijos y yernos y, finalmente, con inversionistas extranjeros.
Esta característica de Terrazas le permitió ascender de rico de pueblo a gran capitalista; su tendencia a la asociación, la aplicó lo mismo en la política que en los negocios. El asociacionismo era una forma de conseguir el capital necesario para fundar una empresa y un medio para disminuir el riesgo. Igualmente era un medio para obtener la simpatía de algún hombre de poder: invitó a Juárez a invertir en la mina Santa Eulalia, y a Díaz en la empresa La Interamericana.
Con estas ideas económicas Terrazas acaudilla y corrompe a empresarios y políticos y asume, además, el papel de gestor de la inversión extranjera ante el gobierno estatal y federal. Logra asimismo convocar a un número importante de capitalistas de otras regiones del estado. La consecuencia de esta forma de trabajar fue la formación de otra red de poder, ya no sólo política sino también económica, integrada por los principales empresarios de las regiones bajo la dirección de Terrazas. Esta trama trajo consecuencias importantes: la primera, que el clan ampliara los giros de sus negocios; la segunda, el consenso político entre la clase empresarial del estado.
Formado dentro de una familia patriarcal, Terrazas proyectó esa marca en casi todos los negocios que emprendió. Tres de sus principales administradores eran familiares cercanos: sus hijos Luis y Federico y su sobrino Francisco Molinar; 3 administradores de las haciendas eran sobrinos suyos: Eugenio Cuilty, Leonor Molinar y Enrique Cuilty. En negocios de banca mantuvo una sociedad con su yerno Enrique Creel y en los negocios industriales con sus hijos Juan y Alberto.
Sus primeros negocios ganaderos datan de 1848 (a los 19 años de edad) y continuaron en forma constante hasta 1913. En 1863, Terrazas era ya considerado uno de los ganaderos más importantes del estado; poseía alrededor de 2 mil cabezas de ganado mayor y 50 mil de ganado menor, cuyas ventas las realizaba principalmente en Chihuahua.
Su primera finca rústica de importancia fue el Rancho de Ávalos, que adquirió en 1865, a la edad de 36 años. Años después anexaría a este rancho otro: La Cañada.
La Hacienda de Encinillas fue la más importante de su latifundio; la compró en sociedad con Henry Müller, estadounidense de origen alemán avecindado en Chihuahua. La finca había sido confiscada por el gobierno federal en 1865 al doctor José Pablo Martínez del Río (de la poderosa estirpe Martínez del Río), patriarca de una de las familias más ricas del país durante el siglo XIX y la primera mitad del siglo XX, al ser forzado al exilio en Italia en afán de venganza por Benito Juárez, por su apoyo al imperio de Maximiliano de Habsburgo. Terrazas y Müller eran los arrendatarios del predio desde 1860, posteriormente Benito Juárez la vendió en 1866 a Henry Müller y en 1868 este le vendió la mitad a Luis Terrazas. En 1905 los herederos de Henry Müller vendieron al mismo Terrazas la mitad que heredaron.
El latifundio terracista llegó a sumar más de 2 millones de hectáreas. La sensación era que Chihuahua entera pertenecía a Luis Terrazas.
Terrazas usaba el crédito en forma regular, pedía prestado y prestaba por igual. En varias ocasiones dio la mayoría de sus bienes en garantía hipotecaria para poder realizar otras operaciones más ambiciosas. Las adquisiciones rurales seguían un patrón: una vez comprada una hacienda continuaba aumentando su superficie mediante la compra de predios colindantes. Este modelo se observa en la Hacienda de El Carmen, adquirida por partes a los copropietarios, que llegaron a sumar 26. Años más tarde, durante la disolución del latifundio, Terrazas acreditó su propiedad con el gran número de compras que realizó durante 50 años.
La extensión y el número de las propiedades permitieron a Terrazas especializar sus haciendas; durante los primeros años del siglo XX dedicaba unas al trigo, como la de San Isidro; otras contaban con toros de lidia, como la de San Miguel, y otras con ovinos, como Gallego.
En 1878 funda el Banco Minero de Chihuahua. En 1897, bajo la dirección de Enrique Creel, adquiere la concesión del rastro de Peralvillo en la Ciudad de México. La carne se transportaba en carros de ferrocarril refrigerados desde su empacadora, La Internacional, de la ciudad de Chihuahua, que posteriormente se amplió a Torreón y Parral.
Cada hacienda era una comunidad. La traza de los edificios era una réplica del diseño de los pueblos coloniales, la Casa Grande sustituía al Cabildo y la capilla al templo comunitario; los peones vivían en la cuadra. Además contaba con escuela y la tienda de raya; con frecuencia la capilla o el atrio se utilizaban como centro escolar.
La comunidad no sólo estaba condicionada por el diseño de las edificaciones, sino especialmente por el parentesco que surgió debido a los matrimonios. Las relaciones entre los criados y los administradores tenían una cercanía casi de familia. El número de trabajadores variaba según el tamaño de la hacienda: el latifundio, con sus 11 haciendas, tenía cerca de 10 mil trabajadores.
El Correo de Chihuahua, crítico del porfirismo, no refiere abusos ni arbitrariedades en las haciendas de Terrazas ni de ningún otro hacendado chihuahuense.

## Exilio y ocaso
Durante la Revolución mexicana Porfirio Díaz interpretó de manera equivocada los acontecimientos en Chihuahua: los atribuyó a una conspiración de Terrazas y para desactivarla nombró gobernador del estado a Alberto Terrazas, hijo del general. En menos de un mes, el presidente cambia de opinión y envía a uno de sus hombres más avezados en política, Miguel Ahumada, para que ocupe de nuevo la gubernatura. La crisis era profunda: el sistema no encontraba la forma de pacificar el estado, que era el foco más importante de la insurrección en el país. Con 80 años a cuestas, don Luis emprende la salida a Aguascalientes y después a la Ciudad de México.
En 1911, ya con Francisco I. Madero en el poder, Terrazas había trasladado su residencia a California; pero, creyendo que el país se encaminaba a la paz, envía una carta a Madero para informarle de su regreso al estado y ratificar su posición ante el régimen. Madero, urgido de normalizar al país, contesta a don Luis ofreciéndole garantías para su regreso y envía otra misiva a González para que Terrazas no sea hostilizado. Don Luis regresa a Chihuahua en diciembre de 1912 y, fiel a sus costumbres, trata de volver a su vida de antaño, visitando sus haciendas para conocer el estado en que se encontraban.
Después de que Francisco Villa asalta Ciudad Juárez y derrota a los federales, un importante número de chihuahuenses emprende el éxodo: sacerdotes, familias, extranjeros y, notablemente, Luis Terrazas con algunos miembros de su familia salieron en diligencias, caballos y automóviles; pero al poco tiempo continuaron a pie y a caballo. La expedición duró 2 semanas, en las que enfrentaron las inclemencias del desierto en invierno. Ya en El Paso, los Terrazas rentaron la residencia del senador Albert Fall. Luis Terrazas Cuilty se quedó a enfrentar la situación y cuidar en lo posible los bienes.
Pancho Villa entra en la ciudad de Chihuahua en los primeros días de diciembre de 1913 y la primera acción de los jefes revolucionarios es nombrarlo gobernador militar. Entonces sus actos tuvieron un objetivo principal: destruir el poder de los Terrazas. Decreta un subsidio sobre la carne para que fuese adquirida por el pueblo; el ganado pertenecía al latifundio del exgobernador. Asimismo ordena que la Quinta Carolina sea convertida en una universidad agrícola, destruye el Monumento a la Batalla de El Mortero (una de las estatuas identificadas con el éxito militar de Terrazas), expropia los bienes del patriarca y asigna las casas a sus generales.
Luis Terrazas Cuilty junto con su hijo Guillermo Terrazas Bobadilla se refugian en el consulado británico con la ilusión de que ahí estarían seguros de la furia revolucionaria. En cuanto Villa se entera, manda buscarlos. La familia, en cuanto tiene conocimiento del hecho, inicia una serie de gestiones ante el gobierno de Estados Unidos para impedir que Villa lo mate. El cónsul estadounidense envía un comunicado al revolucionario sugiriendo que de él dependía que el gobierno constitucionalista de México fuera reconocido por parte del país del norte. La angustia de la familia por la suerte de Luis dura varios meses, al igual que las negociaciones con los revolucionarios. La prensa fronteriza reportaba que Terrazas había pagado ya 2 millones y que Villa pedía medio más. A fines de 1915 Terrazas Cuilty, con la ayuda de la señora Mercedes de Riego, quita con una segueta los barrotes de la bartolina en que se encontraba y emprende junto con su hijo Guillermo camino hacia el sur, donde recibe la protección del ejército de Venustiano Carranza. Tiempo después, aún en vida de su padre, Luis muere en Los Ángeles.
En 1918 Luis Terrazas envía una reclamación al secretario de Gobernación donde expone daños y perjuicios ocasionados a sus propiedades por la Revolución y la acción permanente de explotación de su ganado; sin faltar a la verdad expone que la División del Norte se había financiado gracias al saqueo de sus bienes. Refiere por primera vez su carrera militar y política y los servicios que prestó a la República. Unos meses después, Venustiano Carranza deja sin efecto la expropiación villista sobre sus pertenencias.

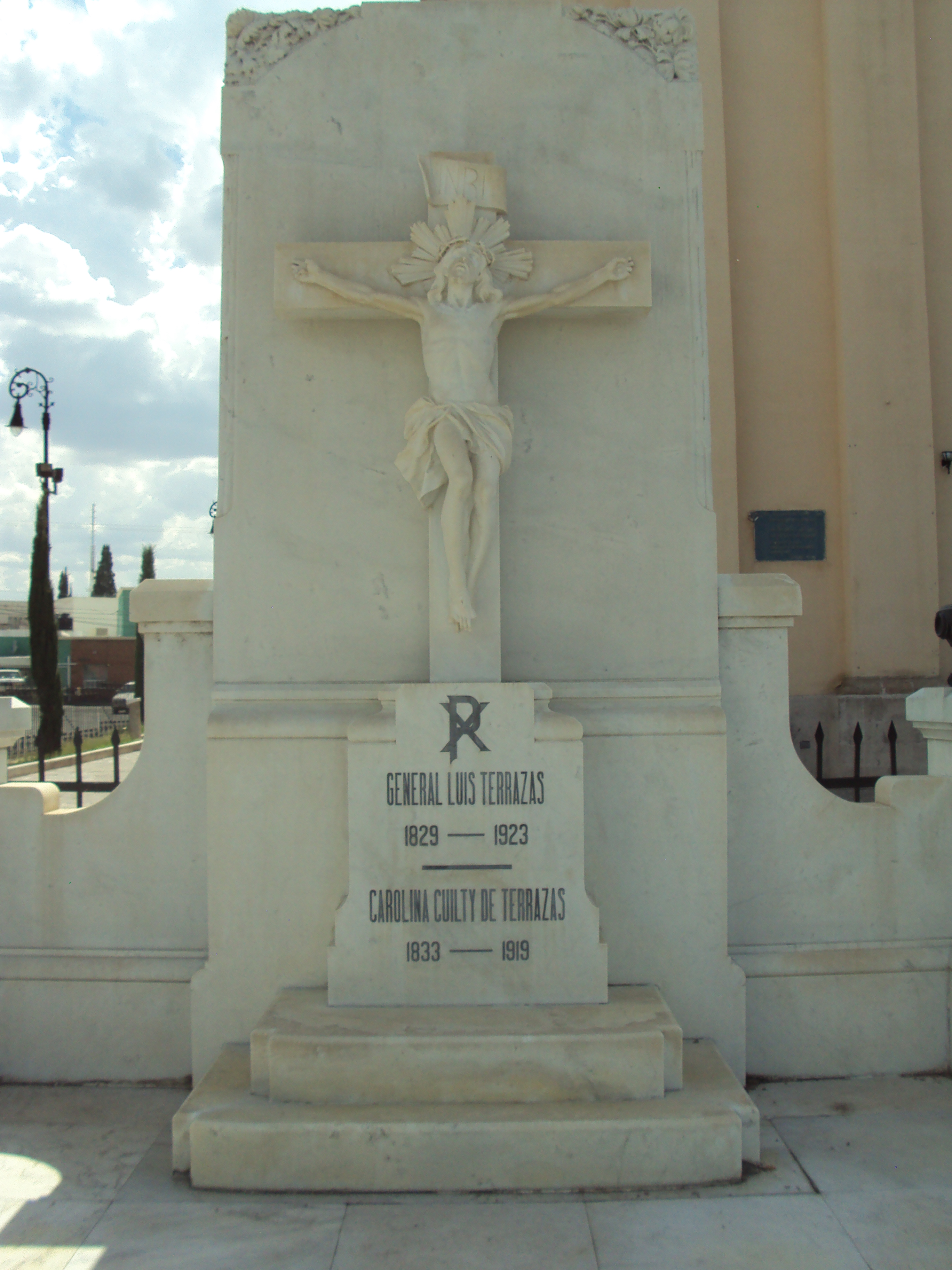
Tumba de Luis Terrazas y Carolina Cuilty en Chihuahua, Chihuahua.

En 1919 la salud del anciano sufre su primer quebranto cuando cae inconsciente, víctima de un derrame cerebral que logró superar parcialmente: recuperó el habla y luego la movilidad. A consecuencia de la enfermedad del patriarca su esposa Carolina enferma también y muere en El Paso, donde es enterrada en marzo de aquel año.
La consolidación política de Álvaro Obregón y de la revolución institucionalizada fue el inicio de una nueva etapa en Chihuahua. El gobernador Ignacio C. Enríquez, carrancista de origen, hace que los empresarios vuelvan y reanuden sus actividades. Sólo faltaba el simbólico Luis Terrazas. Sus hijos Juan y Alberto inician pláticas con el gobernador para gestionar el regreso; como Enríquez no quiere tomar solo la decisión, la consulta con Obregón, quien envía una carta a Terrazas en reconocimiento de su trayectoria y lo conmina a regresar a su tierra natal.
La preparación para el regreso del patriarca del amargo exilio incluyó la exhumación del cuerpo de Carolina y, 2 años después, el de Luis Terrazas Cuilty; ambos fueron trasladados al Santuario de Guadalupe, en su ciudad. Con 90 años a cuestas Terrazas regresa entusiasmado a su tierra y empieza a visitar sus casas de renta.

## Muerte
Los días de Terrazas entraron en cuenta regresiva. La vida se le fue escapando entre la bruma de los recuerdos y los fantasmas del pasado. Luis Terrazas murió en su cama, en su casa y en la ciudad que lo vio nacer, la madrugada del 18 de junio de 1923.
Cuando muere Terrazas se suscita una discusión entre los personeros del nuevo régimen revolucionario para resolver si se le darían o no los reconocimientos militares al viejo general de la Reforma. La zona militar en Chihuahua solicita instrucciones a la Secretaría de la Defensa Nacional, que niega los honores bajo el argumento de que don Luis había dejado de ser general por licencia; el comandante de la zona cumple con la orden, pero envía cadetes para que monten una guardia de honor. La tumba marmórea que alberga sus restos mortales en el atrio del Santuario de Guadalupe de Chihuahua no tiene escrito ningún epitafio, salvo el grado de general que Juárez le concedió, y que él con orgullo ostentaba.